# Ben Rattray
Benjamin Michael "Ben" Rattray, född 16 juni 1980 i Santa Barbara, Kalifornien, är en amerikansk entreprenör och affärsman som grundade webbplatsen Change.org där man kan begära petition. Under 2012 namngav tidskriften Time honom en av världens 100 mest inflytelserika personer.

## Biografi
Ben Rattray studerade vid Dos Pueblos High School och Stanford University samt London School of Economics. Rattray har läst statsvetenskap och ekonomi. Till en början ville han jobba som bankman, men det ändrades när hans ena bror kom ut som homosexuell. Hans bror berättade för honom att han kände sig kränkt för den negativ kritik som homosexualitet hade fått. Följden av detta blev att Rattray år 2007 grundade webbplatsen Change.org.